# Closteromerus consimilis
Closteromerus consimilis là một loài bọ cánh cứng trong họ Cerambycidae.